# Thyge Axelsen Brahe
 Der er flere personer med dette navn, se Thyge Axelsen Brahe (flertydig).
Thyge (eller Tyge) Axelsen Brahe (død 7. september 1523), til Tostrup i Skåne, skånsk adelsmand og dansk rigsråd.
Han var ældste søn af Axel Pedersen Brahe (død 1487) og Maren Thygesdatter Lunge. Han blev omkring 1503 gift med Magdalene Krognos, datter af den rige Oluf Stigsen Krognos til Krapperup og Bollerup og Gertrud Knudsdatter Hase.
Ved dette ægteskab fik han Knudstrup i Skåne og halvdelen af Karsholm. Efter hustruens død i 1510 blev han i 1513 gift med Sophie Rud, datter af Jørgen Mikkelsen Rud til Vedby og Kirstine Eriksdatter Rosenkrantz.
I 1502 var han høvedsmand på Højstrup. Han blev i 1513 ved Christian 2.'s kroning ridder og var forlenet med en del ejendom i Skåne og med Isolte i Halland som pantelen.
Han svor ligesom sin bror Axel Axelsen Brahe Christian 2. fornyet troskab 1523, men gik, da kongen havde forladt landet, over til Frederik 1. og blev optaget i rigsrådet, men faldt samme år som en af den skånske adels førere i en træfning uden for det belejrede Malmø.
Han er begravet ved Tostrup Kirke.
Blandt hans børn med Sophie Rud, der senere blev gift med rigsråd Erik Madsen Bølle, er Jørgen Thygesen Brahe og Otte Thygesen Brahe (far til astronomen Tycho Brahe) de mest kendte.